# Habiba Menchari
Habiba Menchari nacida Habiba Ben Jelleb (alrededor de 1907 - 1961) fue una feminista socialista tunecina. Fue una de las pioneras junto a Manubia Wertani en el activismo político anticolonial, junto con Bchira Ben Mrad fundadora de la primera organización de mujeres en Túnez, la Unión Musulmana de Mujeres Tunecinas (UMFT)  en 1936.

## Biografía
Nació alrededor de 1907. Su padre murió durante una peregrinación a La Meca . Uno de sus abuelos es el último sultán de Touggourt, Sulayman IV, despojado de su principado por las fuerzas coloniales francesas a mediados del XIX XIX. siglo.
Estudió en la escuela francesa, obtuvo un certificado de primaria en la escuela secundaria Armand-Fallières y luego se convirtió en secretaria en la corte de Túnez. Ocupó este cargo que se casó en 1925 con Abderrahmane Menchari, un abogado que luchó durante la Primera Guerra Mundial con las tropas francesas, y que luchó en particular para obtener pensiones de guerra para muchos tunecinos que lucharon como él en el bando francés durante la Primera o, más tarde, durante la Segunda Guerra Mundial.
Este abogado alienta sus convicciones feministas y su deseo de una mayor emancipación de la mujer. Se convierte en miembro de la sección de mujeres de la SFIO . El 8 de enero de 1929 toma la palabra con el rostro descubierto, en una reunión pública organizada por L'Essor, una asociación cultural de izquierdas. El tema de su conferencia tiene un título explícito : La mujer musulmana del mañana. A favor o en contra del velo . «No queremos este velo que de manera arbitraria los hombres de nuestra sangre nos obligan a llevar» afirma. «no lo queremos porque es un símbolo. Es el símbolo del servilismo en la que vivimos y de la miseria material y moral que diezma nuestras familias y que nos sitúa a merced del extranjero.». También aborda otros temas sobre la condición de la mujer, y ataca la poligamia en particular en esta misma presentación  . Las reacciones en la sala no fueron muy favorables. Un joven abogado, Habib Bourguiba, interviene en las siguientes discusiones, para oponerse a la abolición inmediata del velo por razones de prioridad política. Mohamed Noomane, periodista en Socialist Tunis, una publicación de la sección tunecina de la SFIO, reacciona después tildando de hipócrita a este abogado, reprochándole su forma de vida europea y el hecho de que su esposa, de origen francés, no fuera obligada a llevar el velo, mientras quisiera mantenerlo para otras musulmanas. La controversia continúa, y algunos ponentes no son amables con la joven activista feminista pero su presentación marca los ánimos.
Después del final de la Segunda Guerra Mundial, Habiba Menchari ya no habla en público. En privado, está preocupada por un Túnez que ya no se ve a sí misma como árabe-musulmán. También sigue el camino de su hija, Leïla Menchari, y ayuda a otra joven tunecina que viajó a París por consejo suyo, Azzedine Alaïa, a hacer contactos dentro del mundo de la moda, en los años 50. Murió en 1961. Su carrera también se menciona en la película Thalathoun ( árabe   ), dirigida en 2007 por Fadhel Jaziri.